# 曾奕凱
曾奕凱（1992年—2016年9月24日），臺灣新竹縣竹東鎮人，第五屆總統教育獎得主，杜興氏肌肉營養不良症患者。

## 生平
曾奕凱為曾聰賢和林金蓮夫妻的長子，在讀幼稚園大班時開始發病。母親發現他常踮腳尖走路且不時喊腳痛，便帶他與弟弟曾奕棋到台北榮總檢查，才發現兩兒子都得杜興氏肌肉營養不良症。曾奕凱父親原先在桃園工作，隨兩孩子病情日益嚴重，回家次數逐漸減少，之後更不負擔家庭及醫療費用，2004年申請離婚。困境獲罕病基金會、二重埔教會等長期援助。
曾奕凱以繪畫為人生的方向，獲新竹縣長鄭永金妻子鄭宋麗華贊助繪畫用具。2004年4月1日，新竹縣政府教育局在六福村主題遊樂園表揚曾奕凱。9月30日，他獲頒周大觀文教基金會全球熱愛生命獎章。2005年7月6日，總統教育獎名單揭曉，剛從竹東鎮竹中國小畢業的曾奕凱獲選。2006年，家扶基金會從3.6萬名受扶助貧困兒童中選出十名於4月2日表揚，其中含曾奕凱。該年起，曾奕凱四肢萎縮愈發嚴重，甚至連如廁都有問題。
曾奕凱與曾奕棋兩兄弟最大夢想是到美國畫自由女神像，認為自己未來無法行動後，「曾經與自由很靠近過，就有勇氣繼續飛」。2007年8月5日，在普羅全球金融資訊公司贊助下，母子三人去紐約旅行七天，並由罕病基金會並特別請臺北醫學大學附設醫院耳鼻喉科醫師徐啟翔全程陪同。該月9日兄弟終於在自由女神像前作寫生，次日還拜會了眾議員楊愛倫。
曾奕凱透過和美實驗中學視訊遠距學習電腦繪圖，2013年6月畢業。為籌措照顧費，他與弟弟將繪畫作品、詩作集結成書《飛向陽光—奕凱奕棋的生命奇蹟》販售，獲張榮發基金會認購一千本。
2015年初，曾奕凱因身體變形嚴重影響進食，既使經胃腸造廔口手術之後，身體依然無法自理生活。至2016年1月，24歲的曾奕凱因喉嚨萎縮導致吞嚥困難，單獨入住板橋中興醫院並寫下遺書，於該年9月24日晚上去世。喪禮時，父親未曾幫忙及出席。曾奕棋則於2023年5月29日病逝。

## 出版書籍
- 林金蓮、曾奕凱、曾奕棋. . 樂菓子文創. 2015. ISBN 9789574327515.

## 外部連結
- 曾奕凱與曾奕棋的Facebook專頁